# Oral-B
Oral-B je robna marka proizvoda za njegu zubiju P&G-a. Osnovana je 1950. u SAD-u. Neki proizvodi u Hrvatskoj se prodaju i pod nazivom Blend a Med što isto označava Oral-B kompaniju. Oral B je dobio ime po tvrtki Braun. Izvorno ime je bilo Braun Oral Care iz čega se preimenovalo u Oral Braun pa do današnjeg naziva Oral-B. Oral-B je promijenio tri vlasnika, Braun, Gillette i današnji vlasnik, Procter & Gamble.

## Povijest
Max Braun osniva radionicu za uređaje u Frankfurtu na Majni, u Njemačkoj. Započeo je s proizvodnjom dijelova za radio uređaje. Time je rođena Braunova veza s malim kućanskim aparatima.
Braun dobiva dvije prestižne počasti 1958. Muzej Moderne umjetnosti u New Yorku  uključuje mnoge od Braunovih kućanskih aparata u svoju zbirku kao proizvode idealnog dizajna. Na Svjetskom sajmu u Bruxellesu, 16 Braunovih uređaja je pohvaljeno kao "izvanredni primjeri njemačke proizvodnje."
Tvrtka Gillette je kupila Braun. Tada je linija proizvoda uključivala popularne male aparate - radio-prijemnike, foto-aparate, brijače i miksere.
Za potrebe tržišta, dodane su nove veličine zubnih četkica Oral-B, te je započelo reklamiranje proizvoda. Tijekom 1970-ih proizvodi Oral-B su se proširili na tržište u Europi, Južnoj Americi i Aziji.
Zubna četkica Oral-B je prva zubna četkica koja je bila na Mjesecu. Četkice Oral-B su bile u misiji Apollo 11, prvom slijetanju na Mjesec.
Prva zubna pasta koja je bila upotrebljena za smanjenje stvaranja naslaga zubnog kamenca, bila je ona tvrtke Braun 1985. u svom je sastavu imala natrijev pirofosfat kao sredstvo za sprječavanje nastanka zubnog kamenca.
Oral-B 1987. postaje prva tvrtka za oralnu njegu koja se udružila s uspješnim dječjim programom i davateljem licence Nickelodeon. Uspješnost dječjih četkica i zubna pasta Nickelodeon omogućila je Oral-B-u neosporno vodstvo u dječjoj oralnoj njezi u Sjedinjenim Američkim Državama. Oral-B preuzima poslovanje tvrtke Prudent u Indiji.
Oral-B 2000. proizvodi tri nove električne zubne četkice Oral-B 3D Excel, Oral-B Kids' Power i Oral-B Battery.
Proizvodi dobivaju veliku prodaju u Indiji te je to glavno izvozno tržište tvrtke.
Oral-B dobiva ugovor s tvrtkom Disney 2001. kako bi proizvodila liniju proizvoda za dječju oralnu njegu s omiljenim Disneyjevim likovima. Ovi proizvodi, uključuju klasične četkice, četkice na baterije i punjive električne četkice, te prikazuje likove Mickey Mousea, Medvjedića Winnie Pooha, Buzz Lightyeara i Disneyjeve princeze.
P&G je preuzeo tvrtku Gillette 1. listopada 2005., kupuje Gillette kompaniju za 57 milijardi američkih dolara. Oral-B postaje robna marka P&G-a.